# ديدان إبرية
الديدان الإبرية (الاسم العلمي:Aciculata) وتعرف أحيانًا بالديدان المتجولة أو المتجولات (الاسم العلمي:Errantia) هي أصنوفة عليا من الديدان متعددة الأشواك تتبع الجساسات. تم العثور على هذه الديدان في جميع أنحاء العالم في البيئات البحرية والمياه قليلة الملوحة.

## التصنيف
- الديدان الإبرية
  - رتبة الفيلودوسيات
    - رتيبة فيلودوسيات الشكل
      - فصيلة الفيلودوسات
        - أسرة الفيلودوساوات
          - جنس الفيلودوس